# Rund um den Henninger-Turm 1964
Il Rund um den Henninger-Turm 1964, terza edizione della corsa, si svolse il 1º maggio su un percorso di 279 km, con partenza e arrivo a Francoforte sul Meno. Fu vinto dal belga Clément Roman della squadra Flandria-Romeo davanti al francese François Mahé e all'altro belga Yvo Molenaers.

## Ordine d'arrivo (Top 10)
| Pos. | Corridore             | Squadra                  | Tempo    |
| ---- | --------------------- | ------------------------ | -------- |
| 1    | Clément Roman         | Flandria-Romeo           | 7h33'05" |
| 2    | François Mahé         | Pelforth-Sauvage-Lejeune | s.t.     |
| 3    | Yvo Molenaers         | Wiel's-Groene Leeuw      | s.t.     |
| 4    | Benoni Beheyt         | Wiel's-Groene Leeuw      | a 3'48"  |
| 5    | Georges Vanconingsloo | Peugeot-BP-Englebert     | s.t.     |
| 7    | Jo De Roo             | Saint-Raphaël            | s.t.     |
| 8    | Michael Wright        | Wiel's-Groene Leeuw      | s.t.     |
| 9    | Jean-Baptiste Claes   | Wiel's-Groene Leeuw      | s.t.     |
| 10   | Frans Verbeeck        | Wiel's-Groene Leeuw      | s.t.     |
| 11   | Gilbert Desmet        | Wiel's-Groene Leeuw      | s.t.     |